# 布洛克山
85°46′S 176°13′E / 85.767°S 176.217°E
布洛克山（英語：Mount Block）是南極洲的山峰，位於杜費克海岸，處於布洛克峰以南9公里，屬於格羅夫納山脈的一部分，在1929年11月由美國探險隊發現，現時由南極條約體系管理。